# Tomáš Bérard

Erb velmistra Tomáše Bérard

Tomáš Bérard, resp. Thomas Bérard (také Béraud nebo Bérault , † 25. března 1273) byl od roku 1256 až do své smrti byl velmistrem Templářů. Ve Svaté zemi zahájil spolupráci s dalšími dvěma rytířskými řády mezi kterými původně panovala rivalita. Za jeho působení ztratili templáři ve svaté zemi mnoho hradů a opevnění, která dobyli muslimové.